# Le Plan-de-la-Tour
Le Plan-de-la-Tour är en kommun i departementet Var i regionen Provence-Alpes-Côte d'Azur i sydöstra Frankrike. Kommunen ligger i kantonen Grimaud som tillhör arrondissementet Draguignan. År 2022 hade Le Plan-de-la-Tour 3 068 invånare.

## Befolkningsutveckling
Antalet invånare i kommunen Le Plan-de-la-Tour
| Referens: INSEE |